# Johann Adam Lemp
Johann Adam Lemp (* 20. Mai 1793 in Grüningen; † 23. August 1862 in St. Louis) war ein deutscher Brauer und Gründer der Western Brewery in St. Louis, welche später als William J. Lemp Brewing Company bekannt wurde.

## Biographie
Johann Adam Lemp wurde im hessischen Grüningen, heute ein Teil der Gemeinde Pohlheim, geboren. Seine Eltern waren Wilhelm Christoph Lemp, Küfer und Kirchenältester in Grüningen, und Johannetta Catharina Lemp, geb. Gilbert. Lemp erlernte als junger Mann das Brauhandwerk in Grüningen und in Eschwege. Er emigrierte im Jahr 1836 in die USA. Nach einem zweijährigen Aufenthalt in Cincinnati zog er nach St. Louis im Bundesstaat Missouri. Dort eröffnete er einen Kaufladen an der Ecke der heutigen Delmar Street und 6th Street, in welchem er unter anderem Essig und selbstgebrautes Lagerbier verkaufte. Da zu dieser Zeit vornehmlich Ales und Porter-Biere in St. Louis gebraut wurden, begannen andere deutsche Einwanderer, sein Bier zu kaufen. Dies nahm Lemp zum Anlass, eine eigene Brauerei zu gründen.
1840 gründete er die Western Brewery mit angeschlossenem Wirtshaus in der Nähe des Grundstücks, auf welchem sich heute das Jefferson National Expansion Memorial befindet. Das Unternehmen begann mit einem Produktionsvolumen von circa 100 Barrel Bier pro Jahr. Zur Kühlung und Lagerung des Biers verwendete er einen unweit von seiner Brauerei liegenden Teil des unter St. Louis befindlichen Höhlennetzwerks.
Lemp leitete die Brauerei bis zu seinem Tod im Jahr 1862, sein Sohn William übernahm die Geschäfte. Zu dieser Zeit wurden ungefähr 12.000 Barrel Bier pro Jahr hergestellt. Er liegt auf dem Bellefontaine Cemetery in St. Louis begraben.
Zur Jahrhundertwende war die William J. Lemp Brewing Company die drittgrößte Brauerei in den USA.

## Familie
Johann Adam Lemp heiratete Louise Bauer, geb. Bauer (* 1809; † 1893). Das Paar hatte einen Sohn: William Jacob Lemp (* 1836; † 1904).